# 14533 Roy
14533 Roy este un asteroid din centura principală de asteroizi.

## Descriere
14533 Roy este un asteroid din centura principală de asteroizi. A fost descoperit pe 24 august 1997 la Bédoin de Pierre Antonini (astronom). El prezintă o orbită caracterizată de o semiaxă mare de 2,57 ua, o excentricitate de 0,18 și o înclinație de 9,3° în raport cu ecliptica.